# Sakartvelos tasi 2015-2016
La Sakartvelos tasi 2015-2016 (in georgiano საქართველოს თასი, Coppa di Georgia), nota anche come Coppa David Kipiani 2015-2016, è stata la 26ª edizione del trofeo. La competizione è iniziata il 17 agosto 2015 e si è conclusa il 18 maggio 2016 con la finale. La Dinamo Tbilisi ha vinto la coppa per la tredicesima volta nella sua storia, la quarta consecutiva.

## Formula del torneo
| Turno            | Numero di incontri | Squadre | Entrano a questo turno                                 | Date                                |
| ---------------- | ------------------ | ------- | ------------------------------------------------------ | ----------------------------------- |
| Primo turno      | 12 + 12            | 28 → 16 | 12 squadre di Pirveli Liga 12 squadre di Umaglesi Liga | 17-18 agosto 2015 25-26 agosto 2015 |
| Secondo turno    | 8 + 8              | 16 → 8  | 4 squadre di Umaglesi Liga                             | 16 settembre 2015 27 ottobre 2015   |
| Quarti di finale | 4 + 4              | 8 → 4   | –                                                      | 2 - 16 dicembre 2015                |
| Semifinali       | 2 + 2              | 4 → 2   | –                                                      |                                     |
| Finale           | 1                  | 2 → 1   | –                                                      |                                     |

## Squadre Partecipanti
| Umaglesi Liga | Pirveli Liga |
| Chik. Sachkhere Dila Gori Dinamo Batumi Dinamo Tbilisi Guria Lanchkhuti K'olkheti-1913 Poti Lok’omot’ivi Tbilisi Merani Mart'vili Saburtalo Tbilisi Samt'redia Sapovnela Shukura Kobuleti Sioni Bolnisi Tskhinvali T'orp'edo Kutaisi Zugdidi | Betlemi Chiatura Chkherimela Kharagauli Imereti Khoni K'olkheti Khobi Liakhvi Achabeti Mach'akhela Khelvachauri Rustavi Mertskhali Ozurgeti Meshakht'e T'q'ibuli Samegrelo WIT Georgia |

## Primo turno
| Squadra 1                  | Totale      | Squadra 2                | Andata | Ritorno |
| -------------------------- | ----------- | ------------------------ | ------ | ------- |
| 17 agosto / 25 agosto 2015 |             |                          |        |         |
| Saburtalo Tbilisi          | 1 - 3       | WIT Georgia              | 0 - 2  | 1 - 1   |
| 17 agosto / 26 agosto 2015 |             |                          |        |         |
| Liakhvi Achabeti           | 3 - 0       | Lok’omot’ivi Tbilisi     | 1 - 0  | 2 - 0   |
| Chik. Sachkhere            | 5 - 0       | Mertskhali Ozurgeti      | 1 - 0  | 4 - 0   |
| 18 agosto / 26 agosto 2015 |             |                          |        |         |
| Sioni Bolnisi              | 1 - 1 (gfc) | Rustavi                  | 0 - 0  | 1 - 1   |
| K'olkheti-1913 Poti        | 4 - 0       | Meshakht'e T'q'ibuli     | 2 - 0  | 2 - 0   |
| Merani Mart'vili           | 1 - 2       | Chiatura                 | 0 - 1  | 1 - 1   |
| Samt'redia                 | 5 - 0       | Mach'akhela Khelvachauri | 2 - 0  | 3 - 0   |
| Guria Lanchkhuti           | 8 - 1       | Samegrelo                | 7 - 0  | 1 - 1   |
| Betlemi                    | 4 - 6       | Shukura Kobuleti         | 1 - 2  | 3 - 4   |
| K'olkheti Khobi            | 2 - 8       | Sapovnela                | 1 - 2  | 1 - 6   |
| Zugdidi                    | 2 - 1       | Imereti Khoni            | 2 - 1  | 0 - 0   |
| Chkherimela Kharagauli     | 1 - 6       | T'orp'edo Kutaisi        | 1 - 2  | 0 - 4   |

## Secondo turno
| Squadra 1                      | Totale      | Squadra 2           | Andata | Ritorno |
| ------------------------------ | ----------- | ------------------- | ------ | ------- |
| 16 settembre / 27 ottobre 2015 |             |                     |        |         |
| Chiatura                       | 1 - 7       | T'orp'edo Kutaisi   | 0 - 1  | 1 - 6   |
| Dila Gori                      | 2 - 2 (gfc) | Zugdidi             | 1 - 2  | 1 - 0   |
| Dinamo Tbilisi                 | 2 - 0       | K'olkheti-1913 Poti | 1 - 0  | 1 - 0   |
| Guria Lanchkhuti               | 1 - 3       | Sioni Bolnisi       | 0 - 2  | 1 - 1   |
| Samt'redia                     | 7 - 1       | Liakhvi Achabeti    | 3 - 0  | 4 - 1   |
| Shukura Kobuleti               | 4 - 2       | Tskhinvali          | 3 - 1  | 1 - 1   |
| WIT Georgia                    | 4 - 2       | Dinamo Batumi       | 3 - 2  | 1 - 0   |
| 16 settembre / 28 ottobre 2015 |             |                     |        |         |
| Sapovnela                      | 0 - 2       | Chik. Sachkhere     | 0 - 2  | 0 - 0   |

## Quarti di finale
| Squadra 1            | Totale           | Squadra 2        | Andata | Ritorno     |
| -------------------- | ---------------- | ---------------- | ------ | ----------- |
| 2 - 16 dicembre 2015 |                  |                  |        |             |
| Chik. Sachkhere      | 3 - 1            | Shukura Kobuleti | 2 - 0  | 1 - 1       |
| Samt'redia           | 0 - 0 (rig: 0-2) | Sioni Bolnisi    | 0 - 0  | 0 - 0 (dts) |
| Zugdidi              | 1 - 1 (rig: 3-5) | WIT Georgia      | 1 - 0  | 0 - 1 (dts) |
| T'orp'edo Kutaisi    | 1 - 3            | Dinamo Tbilisi   | 0 - 1  | 1 - 2       |

## Semifinali
| Squadra 1                 | Totale | Squadra 2       | Andata | Ritorno |
| ------------------------- | ------ | --------------- | ------ | ------- |
| 20 aprile - 5 maggio 2016 |        |                 |        |         |
| Dinamo Tbilisi            | 5 - 1  | Chik. Sachkhere | 3 - 0  | 2 - 1   |
| WIT Georgia               | 3 - 5  | Sioni Bolnisi   | 2 - 2  | 1 - 3   |

## Finale
| Arbitro: | Giorgi Kruashvili |

|                     |           |  |
| Tchanturishvili 29’ | Marcatori |  |